# Dubai Outlet City
Dubai Outlet City is een onderdeel van Dubailand. Het is nog in aanbouw en omvat:
- Dubai Outlet Mall
- Samoa Hotel
- Drijvende Hotels
- Budget Hotel
- Oasis Beach & Promenade
- Cultureel Centrum
- Entertainment Center

Van deze gebouwen is alleen de Dubai Outlet Mall volledig af. Dubai Outlet City beslaat een oppervlakte van 0,91 km².